# Aaleniella
Aaleniella is een geslacht van uitgestorven kreeftachtigen uit de klasse van de Ostracoda (mosselkreeftjes).

## Soorten
- Aaleniella (Danocythere) gracilis Christensen & Kilenyi, 1970 †
- Aaleniella (Danocythere) inornata (Kilenyi, 1969) Christensen & Kilenyi, 1970 †
- Aaleniella compressa Plumhoff, 1963 †
- Aaleniella cuneata Wakefield, 1994 †
- Aaleniella reticulata Knitter, 1983 †